# Галич, Мануэль
Мануэль Франсиско Галич Лопес (исп. Manuel Francisco Galich López; 30 ноября 1913, Гватемала — 31 августа 1984, Гавана) — гватемальский писатель

, драматург, очеркист, историк и общественно-политический деятель левого толка.
Профессор литературы в Национальном университете. Активный участник Гватемальской революции 1944 года, после победы которой занимал ответственные посты, в том числе возглавлял министерства образования и иностранных дел, а также посольства Гватемалы в нескольких странах Южной Америки. В результате переворота 1954 года оказался в вынужденном изгнании, осев в итоге на Кубе, где работал и жил до своей смерти.

## Биография
Был одним из четырех детей в семье Марии Исабель Лопес Санта-Крус и Луиса Дионисио Галича Уркиа. В 1928 году он получил стипендию и был принят в Нормальную школу Национального центра Варонес (Escuela Normal para Varones), причём из-за забастовки в школе его перевели в Центральный национальный институт Варонес. Там он в 1932 году получил степень магистра начального образования и степень бакалавра наук в области литературы.
В том же году подтвердились и художественные способности Мануэля, написавшего и поставившего свою первую пьесу «Заговорщики» (Los conspiradores), положившую начало его становлению как драматурга. Год спустя он возглавил кафедры педагогики, литературы, грамматики и истории в Центральной нормальной школе центра Варонес и в Центральном нормальном институте для девушек Белен. Параллельно в 1933 году Мануэль Галич поступил в Национальный университет, окончив его по специальности юрист.
Одновременно с преподавательской деятельностью он писал театральные пьесы, которые ставили его ученики; Галич занимался театром с самого раннего возраста (как актёр начинал ещё в возрасте одиннадцати лет, став участником радиопостановки на официальной радиостанции Гватемалы TGW). Через некоторое время он уже слыл автором ведущих драматургических произведений в стране.
Мануэль Галич был в рядах молодёжи, боровшейся против диктатур Хорхе Убико Кастаньеды и Федерико Понсе Вайдеса. После более месяца демонстраций против правительства 22 июня 1944 года имя Галича было среди 311 подписавших протест против подавления конституционных прав режимом Убико. В конечном итоге, революция при участии Галича победила 20 октября 1944 года, и первые демократически избранные президенты Хуан Хосе Аревало и Хакобо Арбенс развернули широкие реформы. Борьба его поколения с диктатурой нашла отображение в книге Галича «От паники к атаке» (Del panico al ataque).
За время «Десятилетия весны» с 1944 по 1954 год Галич занимал различные должности, в том числе депутата и председателя Конгресса Республики Гватемала, министра образования в первом правительстве Аревало, министра иностранных дел (1952—1954) и посла в Уругвае и Аргентине во время правления Хакобо Арбенса. 

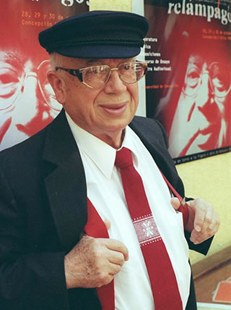

Президента Аревало к присяге приводил как раз Галич — он был одним из самых молодых спикеров парламента в возрасте 31 лет (примечательно, что столько же было и Самуэлю Пересу, когда он принимал присягу сына Аревало Бернардо, действующего президента Гватемалы). Сам Галич баллотировался в президенты на выборах 1950 года от одной из фракций левоцентристского Народно-освободительного фронта, опиравшегося на студенческое движение.
За время своего 17-месячного пребывания на посту министра народного образования он способствовал созданию департаментов грамотности, эстетического воспитания и школьного физического воспитания, а также формированию мобильных учебных подразделений.
В 1953 году президент Хакобо Арбенс послал его основать посольство Гватемалы в Монтевидео (Уругвай), а в 1954 году он был назначен послом Гватемалы в Буэнос-Айресе (Аргентина). Там он и находился, когда 27 июня 1954 года был свергнут президент Хакобо Арбенс, поэтому попросил политического убежища и оставался следующие восемь лет в Аргентине.
В 1962 или 1963 году он перебрался в Гавану на Кубе, где преподавал историю Латинской Америки в Гаванском университете и был назначен директором Дома Америк, в котором основал отдел латиноамериканского театра и журнал Conjunto. Умер в Гаване, где его останки покоятся до сих пор.

## Произведения
Не только в публицистике, но и в драматургии Галича нашли отображение критика неоколониализма и корпораций наподобие United Fruit Company («Желтый поезд»), порядков в системе образования и других аспектов гватемальской действительности. Его историческая книга «Наши прародители» была издана на русском языке под названием «История доколумбовых цивилизаций» и с предисловием Юрия Кнорозова, став первым русскоязычным сводным обзором всех американских культур.
Политические и публицистические работы
- Del pánico al ataque (libro en que reseña la lucha cívica contra los generales Jorge Ubico y Federico Ponce Vaides)
- Por qué lucha Guatemala: Arévalo y Árbenz, dos hombres contra un imperio (1952)
- Mapa hablado de la América Latina en el año de la Moncada (1973)
- La Revolución de Octubre: diez años de lucha por la democracia en Guatemala (1994)
- Nuestros primeros padres (1979)

Театральные пьесы
- Los conspiradores (1930)
- Los necios (1934)
- El señor Gucub Caquix (1939)
- El canciller Cadejo (1940)
- De lo vivo a lo pintado (1943)
- La historia a escena (1949)
- El tren amarillo (1950)
- El pescado ingesto (1953)
- El papa natas (1953)
- La mugre (1953)
- M'hijo, el Bachiller (1953)
- La trata (1956)
- Pacual Abaj (1966)
- Mr. John Tenor y yo (1975)

Переводы на русский
- М. Галич. История доколумбовых цивилизаций / Вступ. ст. Ю. В. Кнорозова. — М.: Мысль, 1990. — 407 с. — ISBN 5-244-00419-0
- М. Галич. Костистая рыба // Пьесы писателей Латинской Америки: Сборник. — М.: Искусство, 1970.